# Acacia glaucocaesia
Acacia glaucocaesia é uma espécie de leguminosa do gênero Acacia, pertencente à família Fabaceae.